# Debora Green
Debora Green est une médecin et assassin américaine née le 28 février 1951 à Havana.

## Biographie

### Enfance et formation
Elle est née sous le nom de Debora Jones le 28 février 1951 à Havana, dans l’Illinois.
Elle grandit avec ses parents Joan et Bob Jones et sa sœur aînée.
Elle est lauréate d’une bourse du mérite national à l’école secondaire.
Elle a fréquenté l’Université de l’Illinois à partir de l’automne 1969, a obtenu une majeure en chimie et a choisi de fréquenter l’école de médecine après l’obtention de son diplôme en 1972.

### Carrière
Elle travaille à l’Hôpital juif en tant qu’urgentologue, mais elle a changé de spécialité lorsqu’elle n’était pas satisfaite de son travail.

### Famille
À l’université, Debora sort avec Duane M.J. Green, un ingénieur et se marie avec lui en 1974 alors qu’elle étudiait à l’Université du Kansas. Ils vivent ensemble pendant quatre ans avant de se séparer.
Elle se marie avec Michael Farrar le 26 mai 1979, le couple a déménagé dans l’Ohio. Le couple a eu trois enfants ensemble : Timothy, né le 20 janvier 1982 ; Kate, née deux ans plus tard et Kelly, née le 13 décembre 1988.

### Affaire criminelle
Debora Green est reconnue coupable du meurtre de deux de ses enfants dans un incendie criminel à Prairie Village en 1995.

## Dans la culture populaire
Un film sur cette affaire réalisé par Shamim Sarif.